# فينغ كاي
فينغ كاي (بالصينية: 冯凯) هو متزلج على مسار قصير صيني، ولد في 28 أغسطس 1978 في تشانغتشون في الصين.

## وصلات خارجية
- فينغ كاي على موقع أوليمبيديا (الإنجليزية)
- فينغ كاي على موقع اللجنة الأولمبية الصينية (الإنجليزية)